# Gojirasaurus quayi
Gojirasaurus quayi es la única especie conocida del género extinto Gojirasaurus, (lagarto Gojira) de dinosaurio terópodo celofísido, que vivió a finales del período Triásico, hace aproximadamente 218 y 211 millones de años, en el Noriense, en Norteamérica.

## Descripción
Gojirasaurus es uno de los dinosaurios carnívoros más grandes del período Triásico, casi del tamaño de su pariente, el gran celofisoide Dilophosaurus. El tamaño de su tibia era de 469 milímetros, que era comparable al de Liliensternus, de 409 milímetros y Dilophosaurus de 555 milímetro, lo que sugiere que era un dinosaurio triásico grande. El espécimen es un juvenil de 5,5 metros y con un peso aproximado de 150 a 200 kilogramos, Carpenter en 1997 señaló las características de la pelvis y el tobillo, lo que sugiere que se trataba de un individuo inmaduro y, por lo tanto, podría haber crecido hasta alcanzar un tamaño mayor en la madurez.  Un adulto pudo haber medido 6,5 metros. Gojirasaurus es probablemente el carnívoro más grande del periodo Triásico tenía una espina dorsal más grande que otros celofisidos, tenía una larga cola y era bípedo.

## Descubrimiento e investigación
Encontrado en la Formación Cañón Toro, parte del Grupo Dockum en Revuelto Creek, Quay Country, Nuevo México, Estados Unidos. El espécimen es un esqueleto parcial representado por unos dientes, 4 costillas y 4 vértebras, se conoce como UCM 47221 y se encuentra en el Museo Universitario de Colorado. 
Este espécimen originalmente fue descrito e ilustrado brevemente como Procompsognathidae indet. por Parrish y Carpenter. Entonces fue descrito y nombrado "Revueltoraptor lucasi"; por la Hunt en su tesis inédita, y llamado herrerasáurido por Hunt et al. Fue nombrada y descrita finalmente en forma oficial como Gojirasaurus quayi como un celofísido por Carpenter. Sin embargo, Nesbitt et al. encuentran a los restos como una quimera, que fue elaborado en su publicación de 2007. Encontraron que las vértebras dorsales eran referibles a Shuvosaurus y el pubis y la tibia referibles a un celofísido, en contra del resumen de 2005 donde los elementos de dinosaurios fueron relegados a Saurischia indeterminado. No pudieron asignar el otro material, dientes, costillas dorsales, gastralias, cheurones ni tampoco los varios especímenes referidos conocidos por  Hunt, NMMNH P4666, NMMNH P16607, NMMNH  P16656, NMMNH P16946, NMMNH P17134, NMMNH P17154, NMMNH P17258 y UMMP 7274 a un taxón particular de arcosaurio. La reasignación del material dorsal por la única apomorfía identificada por Rauhut es inválida y Gojirasaurus es actualmente identificado por la mayor robustez de la tibia. Esto puede estar relacionado con el tamaño. Aunque el conocido "Revueltoraptor lucasi" fue utilizado en la tesis original, y no está disponible, fue publicado más adelante por Nesbitt et al, en 2007. El nombre primero fue usado en público en Dinosaur Mailing List en 2000 por Gay, que observó varios elementos en  NMMNH fue etiquetado como "Revueltoraptor". Estos eran especímenes referidos la taxón de Hunt y no son identificables como Gojirasaurus. Rauhut sugirió que Gojirasaurus pueda ser sinónimo con Shuvosaurus, un premaxilar de este fue encontrado en los mismos depósitos, y el diente asociado al holotipo de Gojirasaurus. Sin embargo, Nesbitt y Novell han demostrado recientemente que Shuvosaurus es un crurotarsiano cuyo pubis y tibia se diferencian marcadamente de Gojirasaurus.

### Significado del nombre
El nombre hace referencia a Gojira película japonesa de 1954, que en occidente se llamó Godzilla. Gojira por sí misma es una combinación del inglés "gorilla" gorila y japonés del " kujira", ballena,  puesto por su gran tamaño y origen marino. Además, existe un dinosaurio terópodo con el nombre "Godzillasaurus" en la era Heisei de las películas de Godzilla . "Gojira" se seleccionó como una referencia al gran tamaño de este terópodo, que superó el de sus homólogos triásicos. El nombre específico "quayi" es una referencia al condado de Quay, Nuevo México, donde se descubrió el espécimen holotipo en 1997 y la especie tipo es el Gojirasaurus quayi.

## Clasificación
En 1994, Adrian Hunt , en su tesis no publicada, describió y llamó a este material "Revueltoraptor lucasi", que ahora se considera un inválido. Carpenter describió y nombró oficialmente UCM 47221, Gojirasaurus quayi en 1997 y lo clasificó como Coelophysidae . Tykoski y Rowe en 2004 y posteriormente Carrano et al. en 2005 acordaron que Gojirasaurus era más derivado que Dilophosaurus. Sin embargo, un estudio posterior de Nesbitt et al. en 2007 demostró que las vértebras pertenecían realmente al rauisuchiano Shuvosaurus, y el pubis y la tibia pertenecían a un  Coelophysidae , indistinguible del contemporáneo Coelophysis, lo que hace dudoso el estatus de Gojirasaurus como género válido.
Según Nesbitt et al. en 2007, el Gojirasaurus se puede distinguir por el hecho de que su tibia es más robusta que la de su pariente Coelophysis. Mortimer en 2012 ha propuesto que la diferencia observada en el hueso de la pierna podría estar relacionada con el tamaño, y no una verdadera apomorfia. Rauhut en 2003 intentó diagnosticar este género basándose en el hecho de que las vértebras dorsales medias y posteriores tenían espinas neurales más altas que las observadas en otros celofísidos. Sin embargo, la reasignación de las vértebras dorsales en las que se basó el diagnóstico lo haría inválido.

## Paleoecología
El único ejemplar conocido de Gojirasaurus fue descubierto en la formación Cañón Cooper del  Grupo Dockum cerca Revuelto Creek, Condado de Quay, en Nuevo México, EE. UU.. Este género se descubrió en 1981, en la piedra de barro carbonosa gris depositada durante la etapa noriana del Triásico tardío, que, según la magnetostratigrafía,  de aproximadamente de 228 a 208 millones de años. Este espécimen se encuentra en la colección del Museo de la Universidad de Colorado, en Boulder, Colorado. La asignación de Gojirasaurus a Coelophysoidea, sugeriría que era un carnívoro bípedo, terrestre, activamente móvil. Contemporáneos de Gojirasaurus incluía el pseudosuquio Shuvosaurus y el fitosauriano Rutiodon.